# Ludwig Schneider
Ludwig Ignatz Anton Schneider (ur. 23 marca 1855 w Namysłowie, zm. 29 grudnia 1943 w Złotym Stoku) – niemiecki architekt, projektant ponad 40 kościołów wyznania katolickiego. Jeden z przedstawicieli historyzmu, projektował budowle przede wszystkim w stylu neogotyckim, jednakże w jego bogatym oeuvre znalazły się również realizacje w stylach neoromańskim oraz neobarokowym.

## Życie i twórczość
Ludwig Schneider był synem adwokata Augusta Schneidera. 5 lutego 1887 w Bytomiu ożenił się z Elisabeth Halamą. W latach 1908–1909 mieszkał we Wrocławiu. W 1910 kupił parcelę w Złotym Stoku. W 1914 przeszedł na emeryturę z powodu choroby oczu i zamieszkał w Złotym Stoku. Na emeryturze kontynuował lokalnie swoją działalność projektową, tworząc dwie wille na Humlu. Ponadto, aktywnie uczestniczył w obchodach 1000-lecia górnictwa, nadzorując prace związane z tym wydarzeniem. Pochowany został w Złotym Stoku.
Był bardzo dobrym znawcą Dolnego i Górnego Śląska, zwracał uwagę na układ urbanistyczny i potrzeby miejscowości, w których budowano świątynię, stąd wielkość zaprojektowanych przez niego jego kościołów odpowiadała ówczesnej ilości wiernych. Projekty zawierały także takie uwagi jak proporcje naw, rozmieszczenie ołtarzy, konfesjonałów, a nawet dbał o detale typu szerokość odstępów między ławami dla wiernych itp. Nie wiemy o jego działalności na rzecz luteran, generalnie wznosił kościoły katolickie, tym bardziej że był osobą bliską dla ówczesnego wrocławskiego biskupa Georga Koppa, który osobiście konsekrował lwią część wybudowanych przez Schneidera świątyń. Architekt zwracał uwagę na materiał budowlany, kościoły były wznoszone zarówno z kamienia, jak i z cegły: powszechnie używanej cegły klinkierowanej i cegły suszonej, także łączył wszystkie rodzaje materiałów. Jako bardzo dobry znawca europejskiej sztuki doby dojrzałego i późnego średniowiecza, a zwłaszcza gotyku na Dolnym i Górnym Śląsku, pomimo dążenia do jednorodnej przestrzeni w poszczególnych inwestycjach poszukiwał odmiennych recepcji, stąd w jego dziełach można znaleźć pluralizm struktur przestrzennych. Mamy więc kościoły w formie halowej, pseudobazylikowej, jak i bazylikowej. Preferował przede wszystkim styl neogotycki, w mniejszym stopniu neoromański. Według jego projektów zostało zrealizowanych ponad 40 kościołów, przede wszystkim na Górnym Śląsku, głównie na terenie ówczesnej rejencji opolskiej. Ponadto pozostawił dzieła na Morawach, Dolnym Śląsku oraz w Danii.

## Dzieła

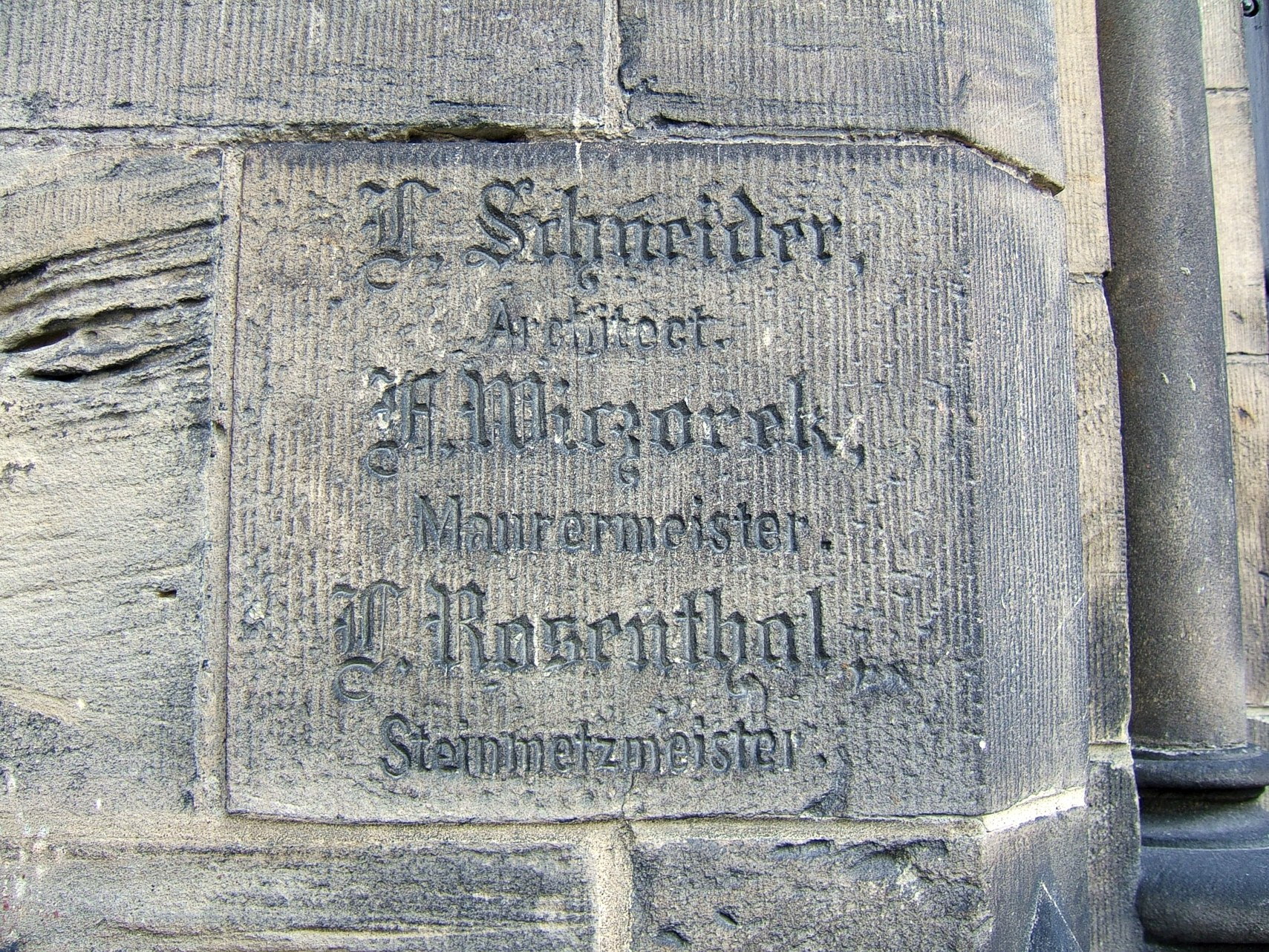
Kamień z inskrypcją wymieniającą Ludwiga Schneidera jako architekta na ścianie kościoła Trójcy Przenajświętszej w Kochłowicach w 2007 roku

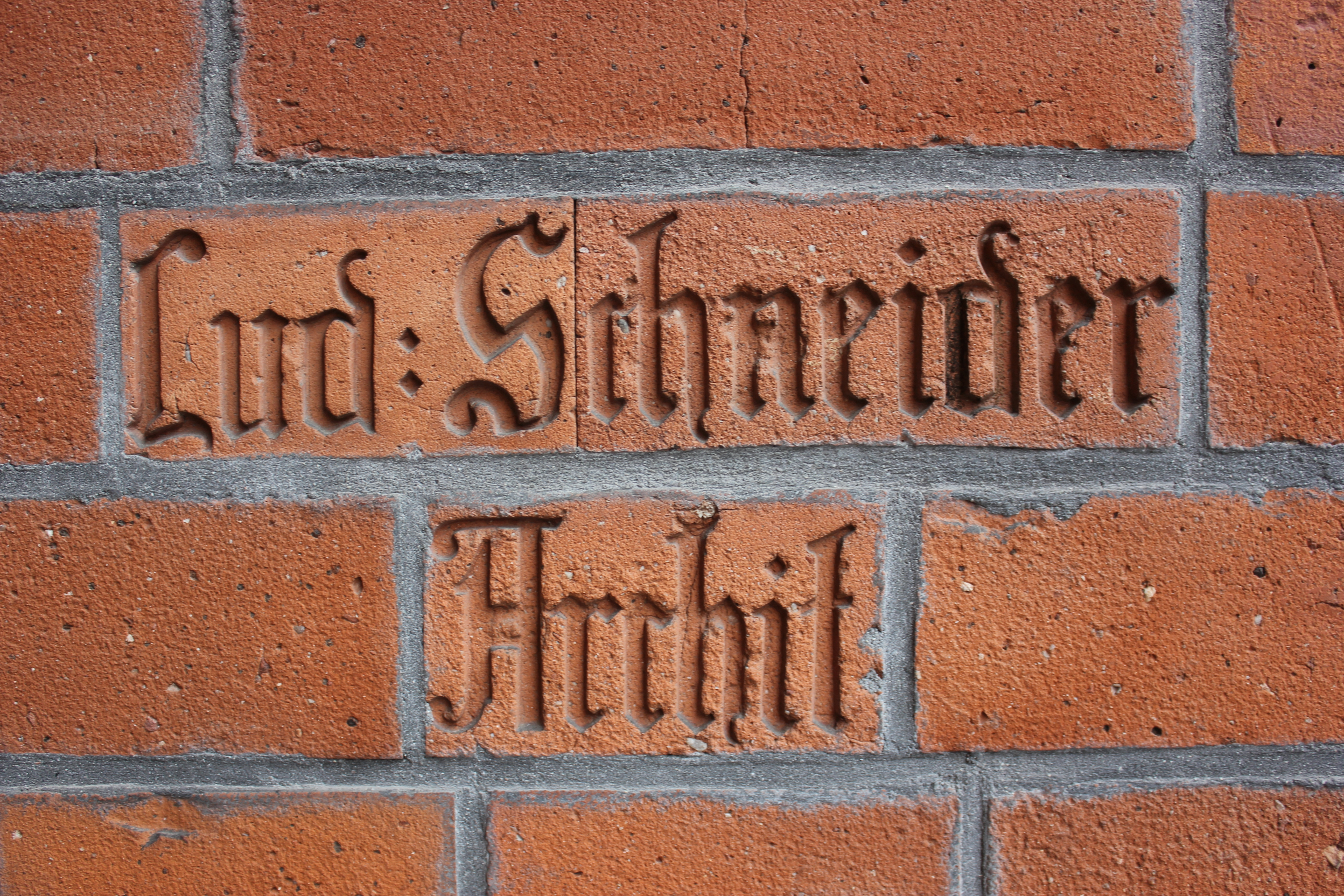
Inskrypcja Lud: Schneider / Archit: na ścianie kościoła Wniebowzięcia Najświętszej Maryi Panny w Chorzowie w 2016 roku

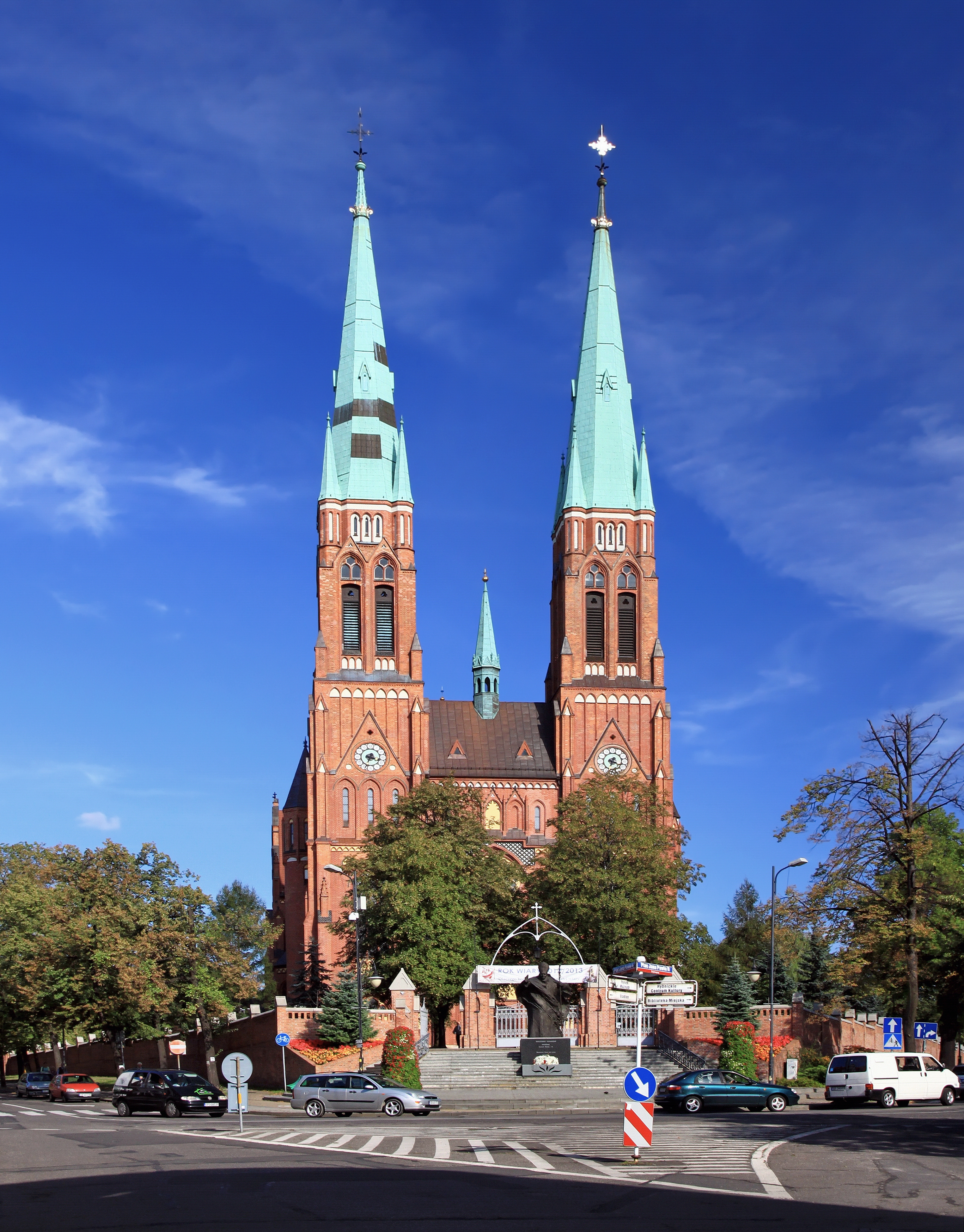
Kościół pw. Św. Antoniego w Rybniku

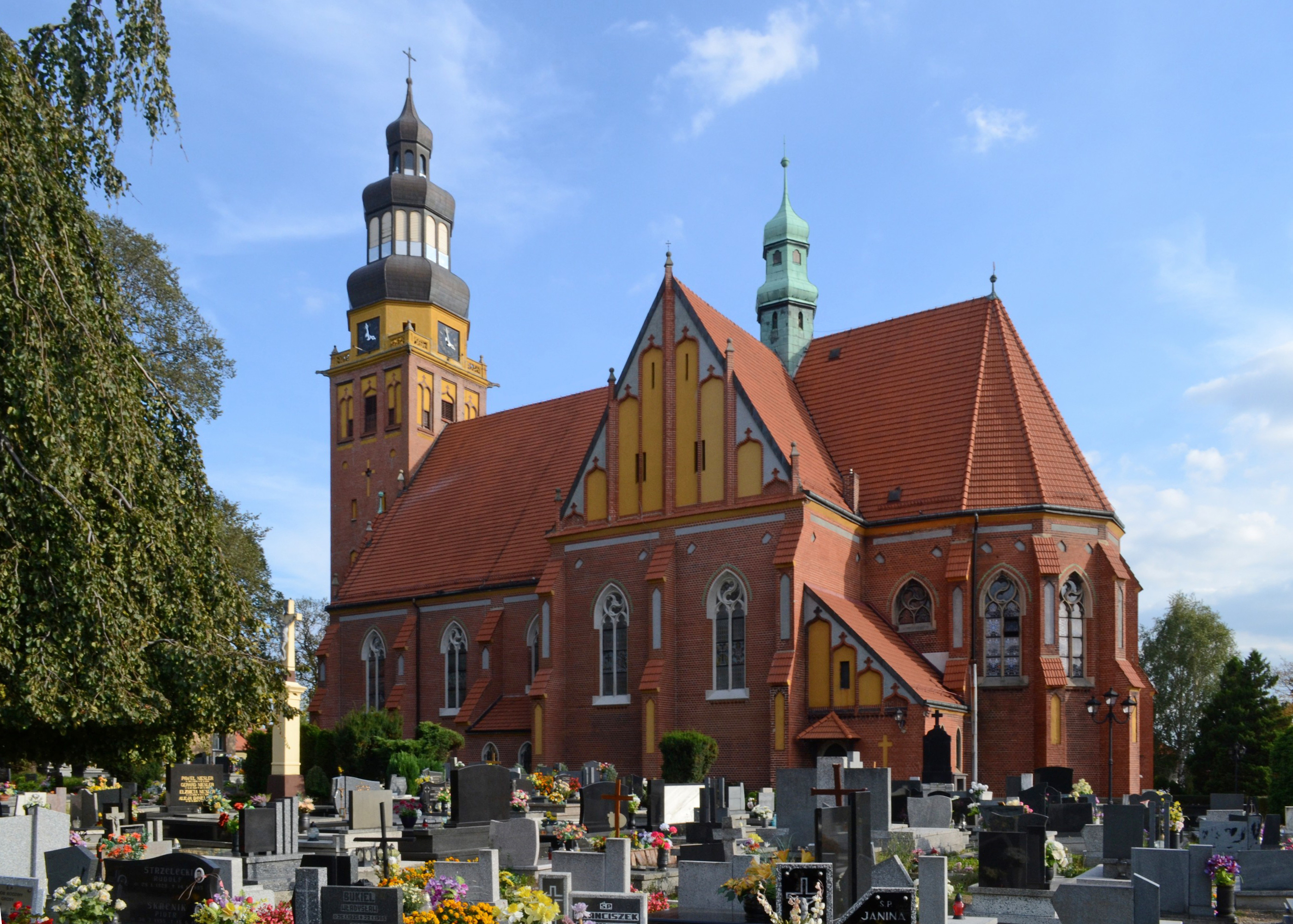
Kościół Wniebowzięcia NMP w Wodzisławiu Śląskim

Zrealizowane projekty Ludwiga Schneidera to:
- Kaplica Ogrójca przy Kościele św. Jadwigi Śląskiej w Katowicach-Szopienicach[5]
- Kościół pw. Wszystkich Świętych w Mysłowicach-Dziećkowicach, projekt z 1887 roku, wzniesiony w latach 1887–1888[6]
- Klasztor i sierociniec sióstr jadwiżanek w Katowicach-Bogucicach[2], ukończone w 1889 roku
- Kaplica Ogrójca przy kościele Mariackim w Katowicach z 1891 roku[7]
- willa własna z 1892 roku
- Kościół Wniebowzięcia Najświętszej Maryi Panny w Kobeřicach, wzniesiony w latach 1894–1896[8]
- kościół św. Jerzego w Rydułtowach, projekt z 1894 roku, wzniesiony w latach 1895–1896[9]
- kościół Trójcy Świętej w Modzurowie (zob. parafia Trójcy Świętej w Modzurowie), wzniesiony w latach 1896–1897[10]
- kaplica cmentarna w Chorzowie, wzniesiona w 1898 roku[11]
- kościół Świętych Apostołów Piotra i Pawła w Piekarach Śląskich (Kamieniu), projekt z 1898 roku, wzniesiony w latach 1898–1899[12]
- kościół św. Józefa w Katowicach, projekt z 1898 roku, wzniesiony w latach 1898–1900[13]
- Kościół Najświętszego Serca Pana Jezusa w Rogowie (zob. parafia Najświętszego Serca Pana Jezusa w Rogowie), wzniesiony w końcu XIX wieku, zniszczony doszczętnie w 1945 roku[14]
- Kościół Wniebowzięcia Najświętszej Maryi Panny w Chorzowie, projekt z 1898 roku, wzniesiony w latach 1989–1901[15]
- Kościół św. Antoniego we Wrocławiu-Karłowicach, wzniesiony w latach 1900–1901
- Kościół św. Mikołaja w Kędzierzynie-Koźlu[16], wzniesiony w latach 1900–1902
- Kościół św. Mikołaja w Raciborzu, wzniesiony w latach 1901–1902[17] oraz plebania[18]
- Kościół Narodzenia Najświętszej Maryi Panny w Gliwicach-Bojkowie, projekt z 1898 roku, wzniesiony w latach 1898–1904[19]
- kościół św. Wawrzyńca w Wierzchu (zob. parafia św. Wawrzyńca w Wierzchu), wzniesiony w latach 1899–1900[20]
- Kościół Matki Boskiej Nieustającej Pomocy w Opolu-Nowej Wsi Królewskiej oraz plebania, kościół wzniesiony w latach 1902–1904[21]
- Kościół pw. Trójcy Przenajświętszej w Rudzie Śląskiej-Kochłowicach, projekt z 1899 roku, wzniesiony w latach 1899–1902[22]
- Kościół pw. św. Marcina w Tarnowskich Górach-Starych Tarnowicach, projekt z 1899 roku, wzniesiony w latach 1899–1902[23]
- Kościół św. Michała Archanioła w Siemianowicach Śląskich, projekt z 1899 roku, wzniesiony w latach 1903–1904[24]
- Kościół św. Jana i Pawła Męczenników w Katowicach, projekt z 1900 roku, wzniesiony w latach 1901–1902[25]
- Kościół św. Rodziny w Bytomiu-Bobrku, projekt z 1900 roku, wzniesiony w latach 1900–1905[26]
- Kościół św. Marii Magdaleny w Kuźni Raciborskiej, projekt z 1901 roku, wzniesiony w latach 1902–1903[27]
- Kościół Narodzenia św. Jana Chrzciciela w Bojszowach, projekt z 1902 roku, wzniesiony w latach 1903–1904[28]
- Kościół Matki Bożej Wspomożenia Wiernych w Piekarach Śląskich (Dąbrówce Wielkiej), projekt z 1902 roku, rozbudowa pierwotnej kaplicy około 1904 roku[29]
- Kościół Wniebowzięcia Najświętszej Maryi Panny w Lewinie Brzeskim, 1903–1904
- Kościół pw. św. Jana Chrzciciela w Jaszkowej Dolnej[30] (zob. Parafia św. Jana Chrzciciela w Jaszkowej Dolnej), ukończony w 1904 roku[31]
- Bazylika św. Antoniego w Rybniku, projekt z 1903 roku, wzniesiona w latach 1903–1907[32]
- Szpital św. Kamila w Tarnowskich Górach[2], ukończony w 1907 roku[33]
- Plebania przy kościele św. Anny w Zabrzu, 1907[34]
- Kościół pw. Matki Bożej Szkaplerznej w Brzeźcach, projekt z 1903 roku, wzniesiony w latach 1907–1909[35]
- Kaplica w Starym Wielisławiu na domniemanym miejscu śmierci księcia Jana ziębickiego, 1904–1905
- Kościół pw. św. Mikołaja w Pstrążnej (zob. Parafia św. Mikołaja w Pstrążnej), projekt z 1904 roku, wzniesiony w 1905 roku[36]
- rozbudowa kościoła pw. św. Antoniego w Tworogu[37] (zob. Parafia św. Antoniego w Tworogu) w latach 1905–1906[38]
- kaplica Zwiastowania Najświętszej Maryi Panny z 1905 roku oraz kaplica Narodzenia Jezusa z 1909 roku w Bardzie (zob. Kaplice różańcowe w Bardzie)[39]
- nowy Kościół św. Albana w Odense(inne języki)[4], wzniesiony w latach 1906–1908[40]
- Kościół św. Bartłomieja w Gliwicach, projekt z lat 1905–1907, wzniesiony w latach 1907–1910[41]
- Kościół Najświętszego Serca Pana Jezusa w Koszęcinie, wzniesiony w 1906 roku[42]
- Kościół św. Wawrzyńca i św. Antoniego w Rudzie Śląskiej, projekt z 1906 roku, wzniesiony w latach 1907–1909[43]
- Kościół Podwyższenia Krzyża Świętego w Pokoju, wzniesiony w latach 1907–1909[44]
- domek portalowy, elewacje oraz wyposażenie wnętrza kościoła św. Jadwigi Śląskiej w Chorzowie[45] (rozbudowa świątyni w 1908 roku[46])
- Kościół św. Stanisława Biskupa i Męczennika w Ligocie Bialskiej, wzniesiony w latach 1908–1909[47]
- Kościół pw. Matki Boskiej Różańcowej w Nędzy (zob. Parafia Matki Boskiej Różańcowej w Nędzy), projekt i budowa w 1908 roku[48]
- Kościół pw. św. Jerzego w Goczałkowicach (zob. Parafia św. Jerzego w Goczałkowicach Zdroju), projekt z 1909 roku, wzniesiony w latach 1909–1910[49]
- Kościół Wniebowzięcia Najświętszej Maryi Panny w Wodzisławiu Śląskim, wzniesiony w latach 1909–1911[50]
- Kościół św. Barbary w Nowej Rudzie, wzniesiony w latach 1910–1911[51]
- Kościół pw. św. Apostołów Szymona i Judy Tadeusza w Raszczycach (zob. Parafia św. Apostołów Szymona i Judy Tadeusza w Raszczycach), wzniesiony w 1911 roku[52]
- Kościół Wniebowzięcia Najświętszej Maryi Panny w Polanicy-Zdroju[53], wzniesiony w latach 1911–1912
- kościół Najświętszego Serca Pana Jezusa w Piekarach Śląskich (Brzezinach Śląskich), projekt z 1912 roku, wzniesiony w latach 1913–1915[54]

## Galeria

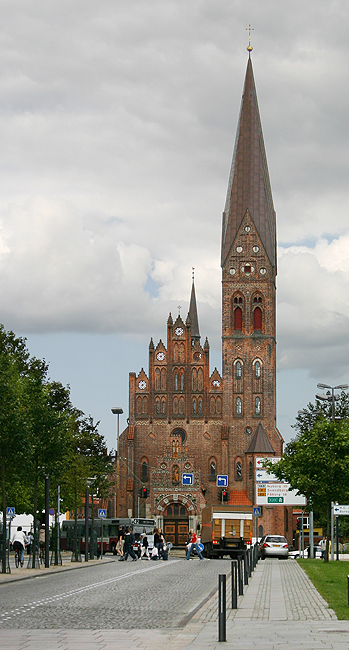
Kościół św. Albana w Odense w 2004 roku
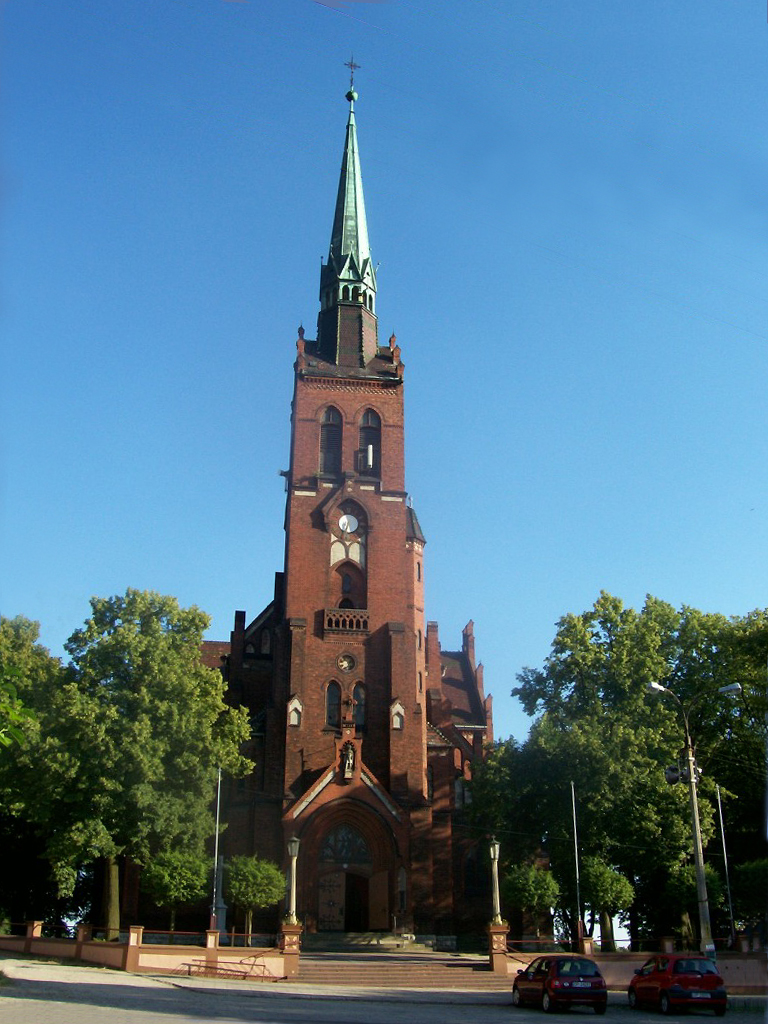
Kościół pw. Matki Boskiej Nieustającej Pomocy, w Nowej Wsi Królewskiej
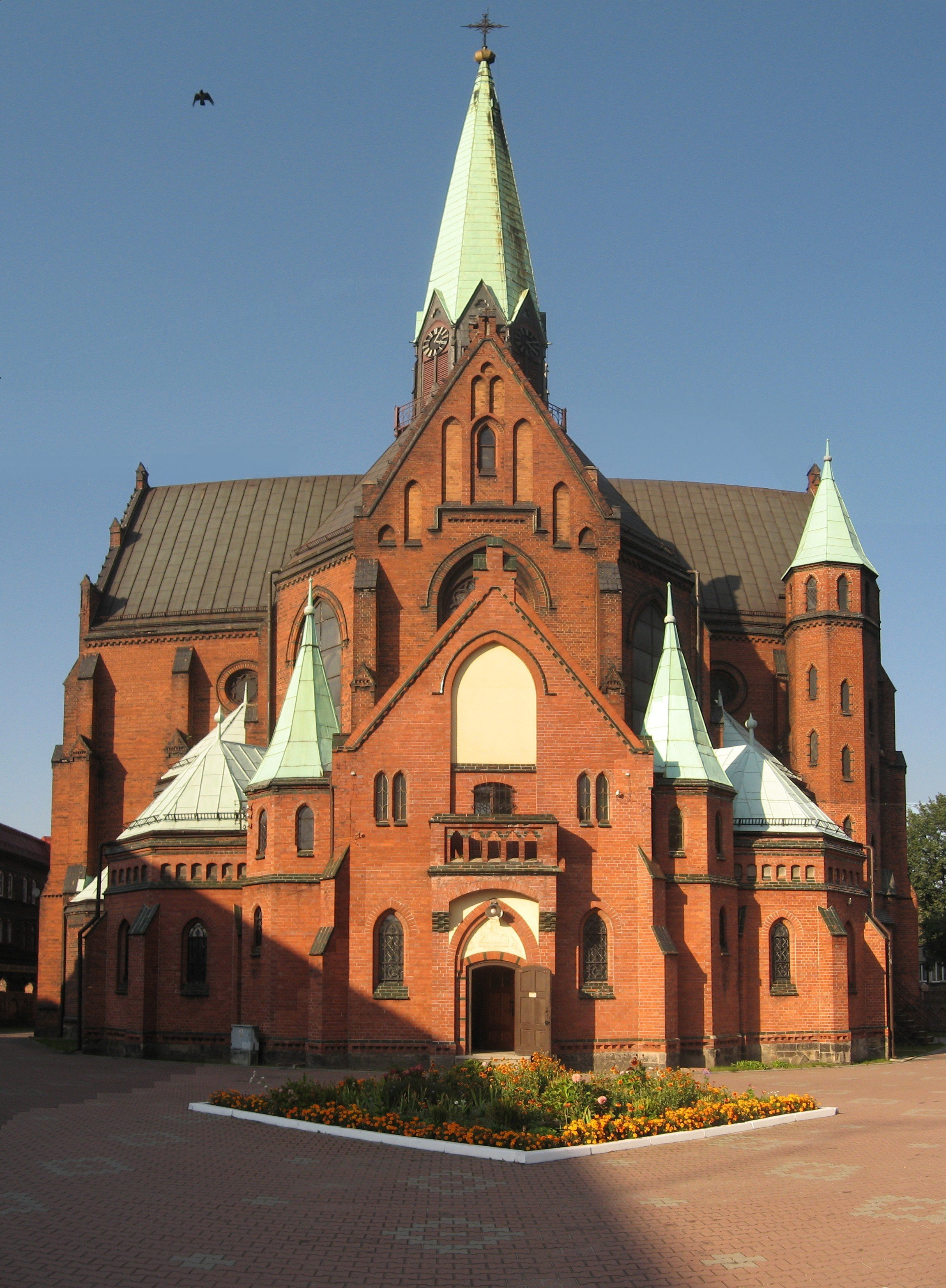
Kościół św. Józefa w Katowicach – Załężu
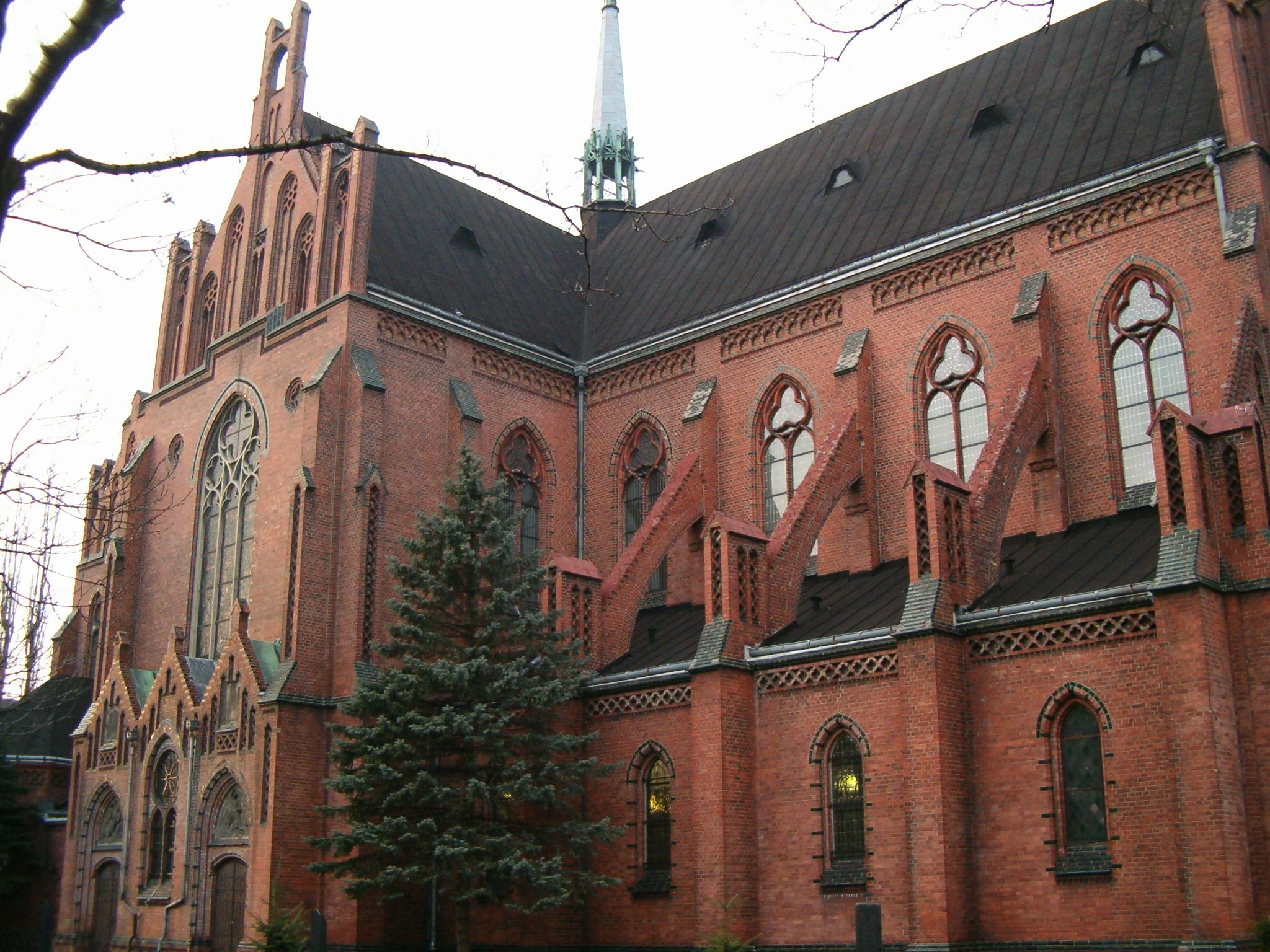
Fragment kościoła św. Mikołaja w Raciborzu
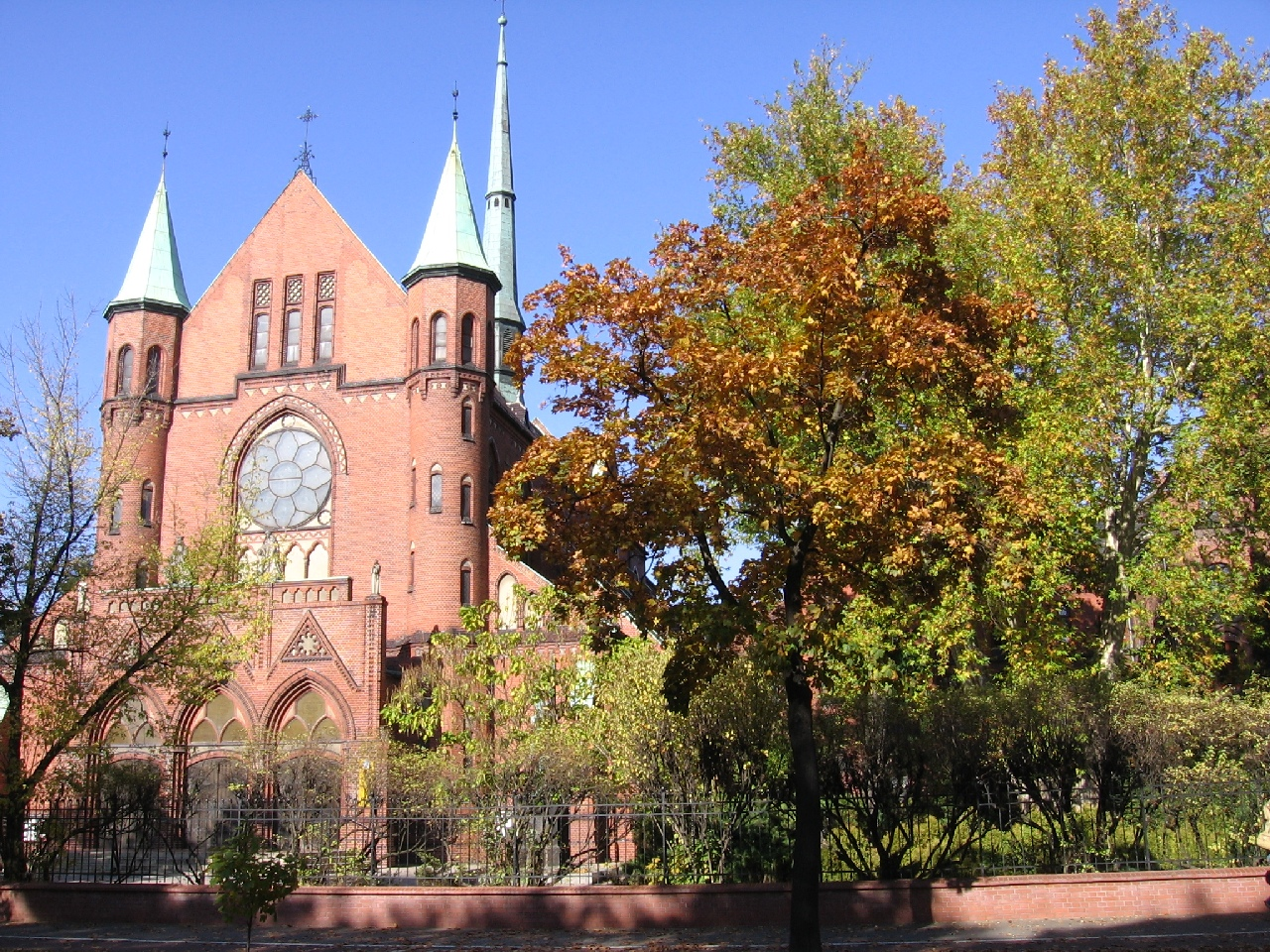
Kościół Św. Antoniego we Wrocławiu Karłowicach
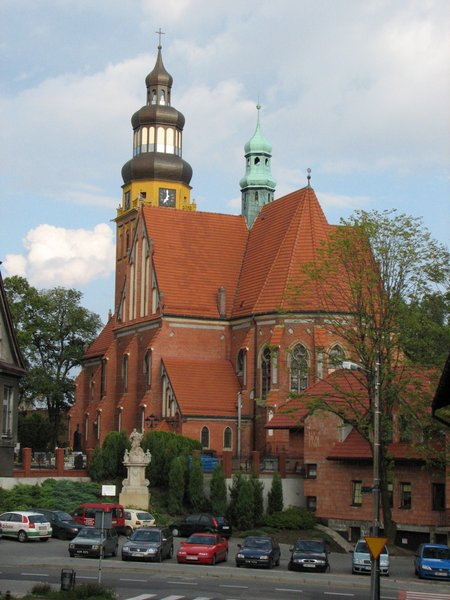
Kościół WNMP w Wodzisławiu Śląskim
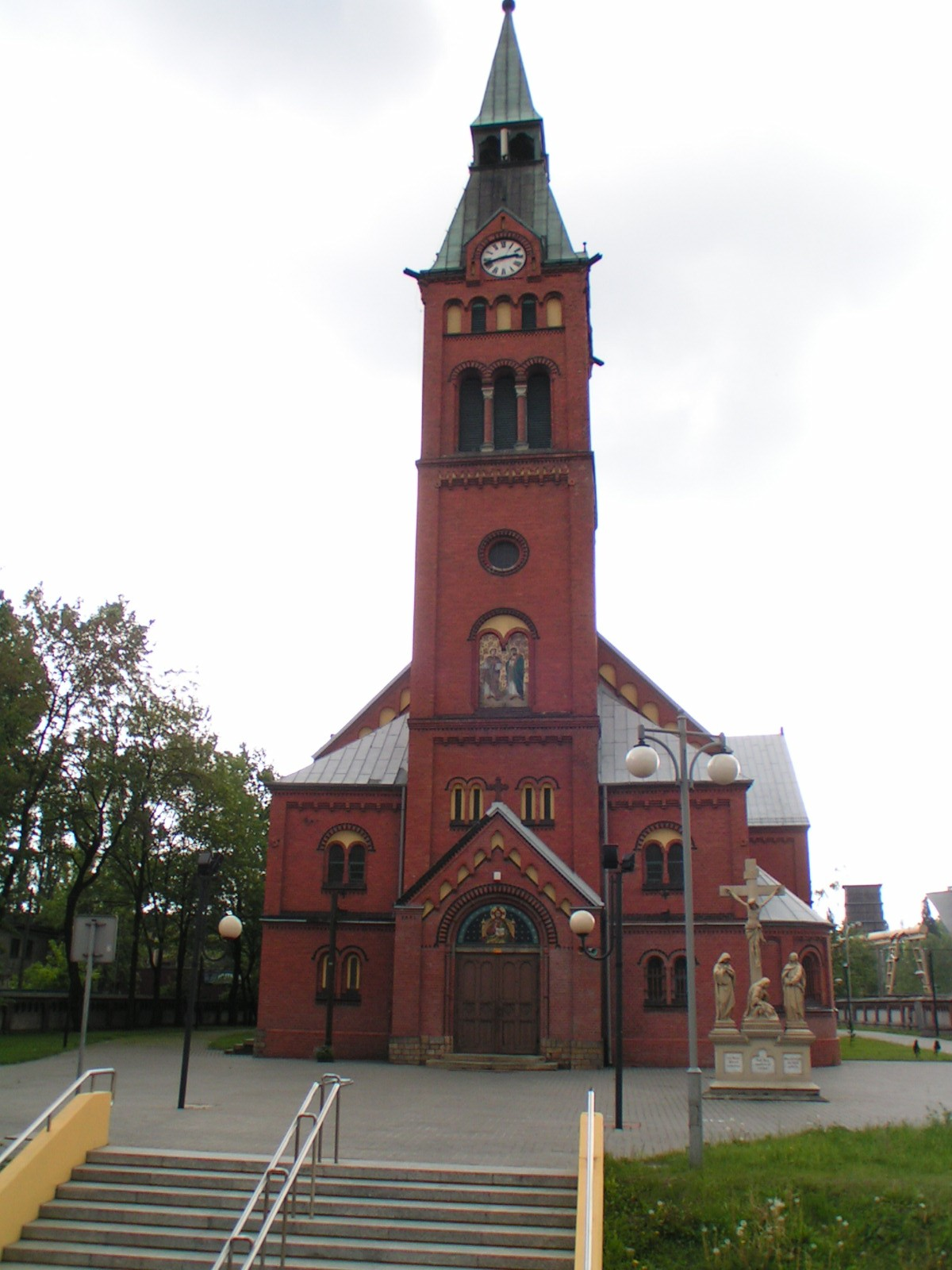
Kościół św. św. Jana i Pawła w Dębie (Katowice)
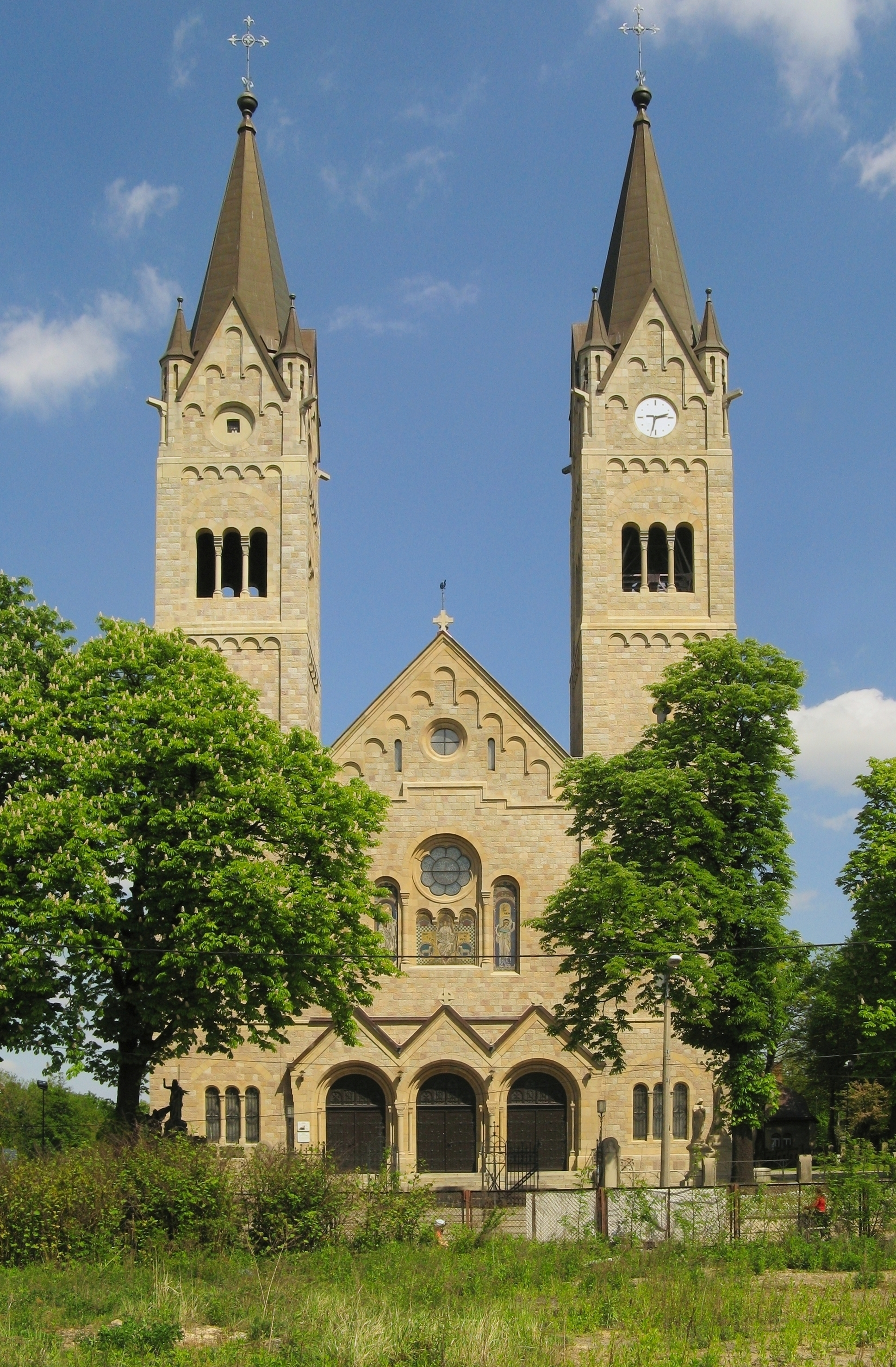
Kościół Trójcy Przenajświętszej w Kochłowicach (Ruda Śl.)
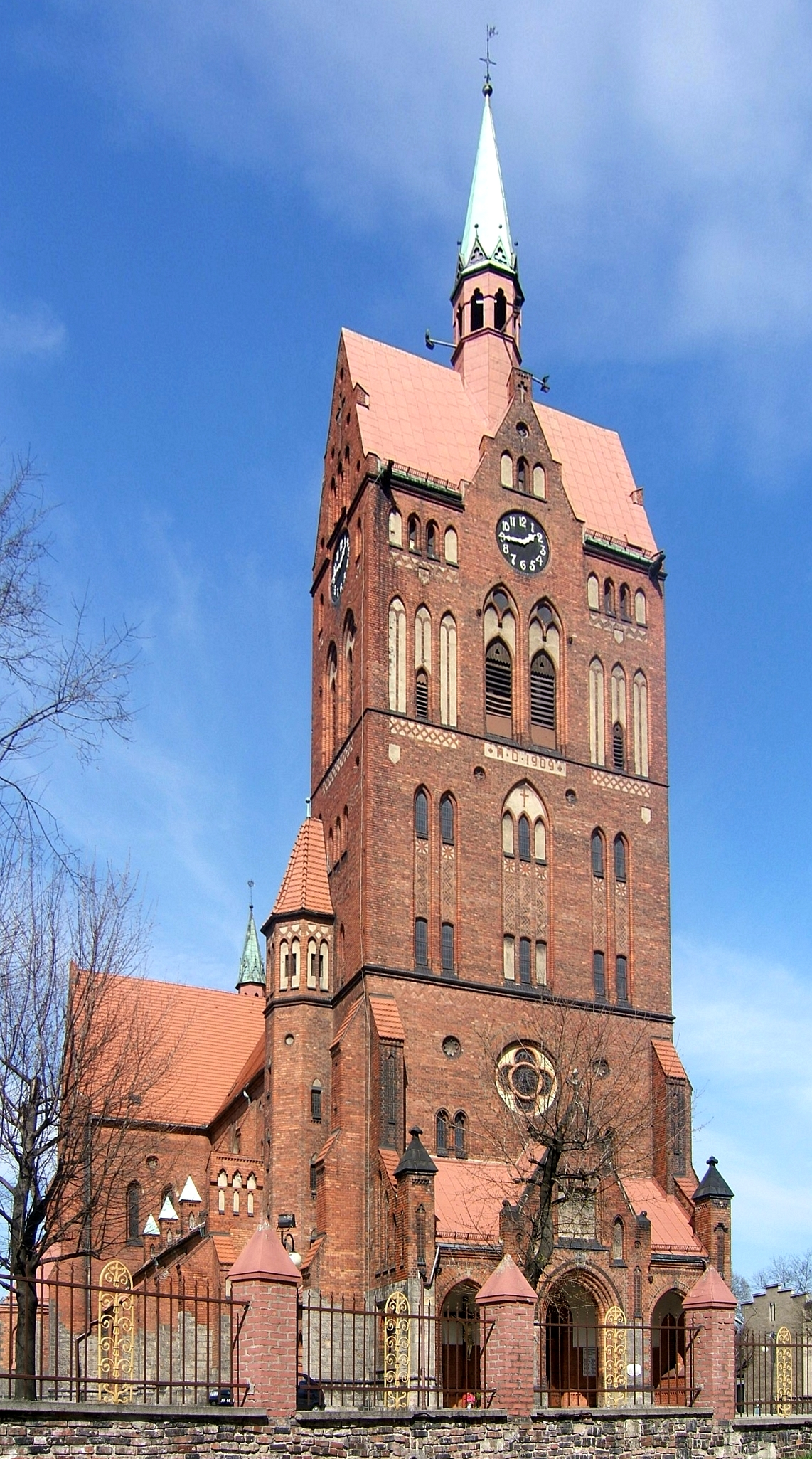
Kościół św. św. Wawrzyńca i Antoniego w Wirku (Ruda Śl.)
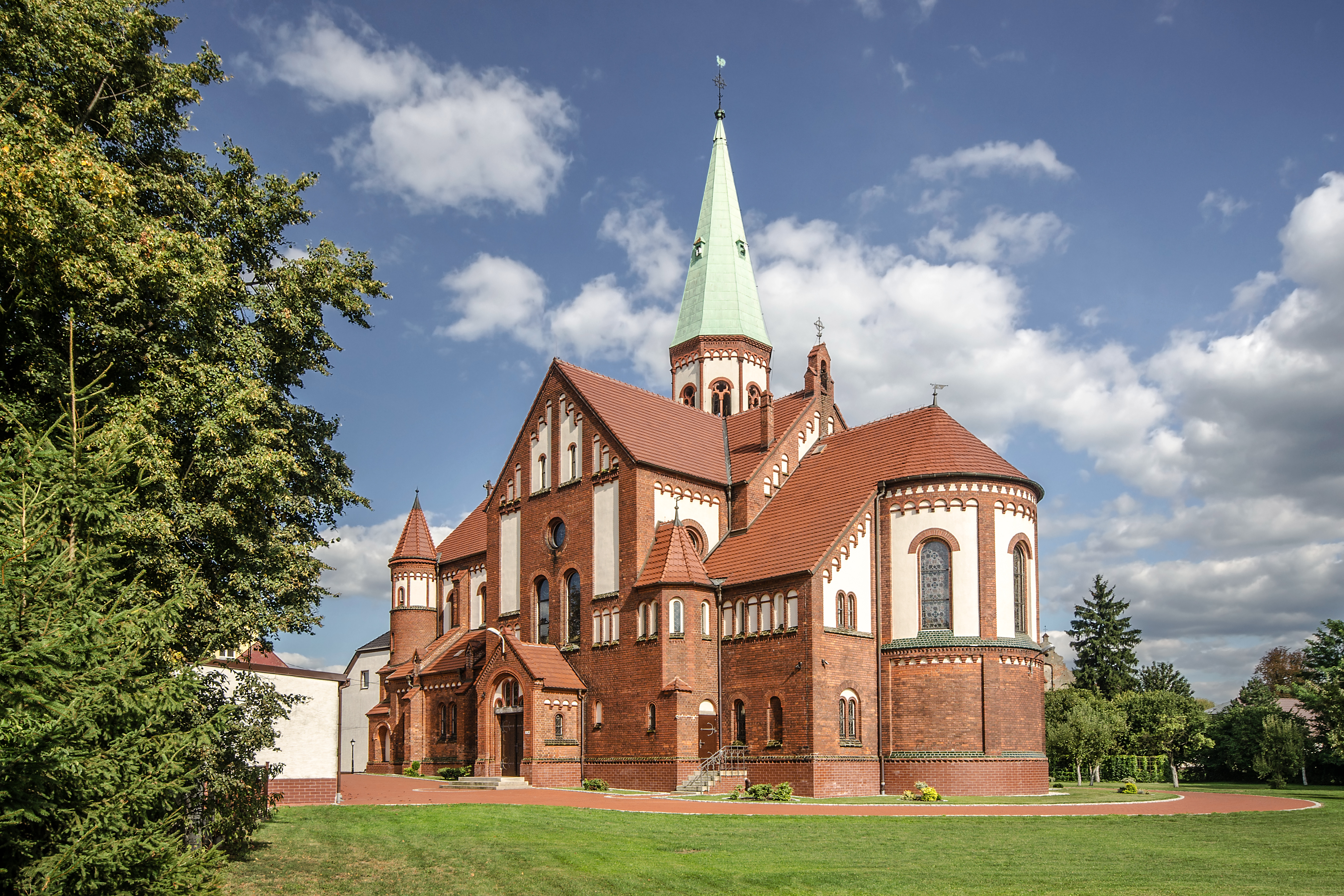
Kościół Wniebowzięcia NMP w Lewinie Brzeskim